# Tinea xanthosomella
Tinea xanthosomella är en fjärilsart som beskrevs av J. Peter Maassen 1890. Tinea xanthosomella ingår i släktet Tinea och familjen äkta malar. Inga underarter finns listade i Catalogue of Life.